# Scoloplax baskini
Scoloplax baskini is een straalvinnige vissensoort uit de familie van de dwergmeervallen (Scoloplacidae). De wetenschappelijke naam van de soort is voor het eerst geldig gepubliceerd in 2008 door Rocha, de Oliveira & Rapp Py-Daniel.